# Chiesa di San Sisto (Pisa)
La chiesa di San Sisto si trova tra via Pasquale Paoli e via Corsica, nei pressi di Piazza dei Cavalieri a Pisa.

## Storia
Edificata nel luogo della preesistente chiesa di San Pietro in Corte Vecchia, antico centro di potere di epoca longobarda e carolingia, l'attuale chiesa fu costruita in stile romanico pisano in pietra sbozzata all'indomani della conquista dell’emporio tunisino di Al-Mahdiya riportata dalla flotta di Pisa nel 1087. La chiesa fu intitolata a San Sisto in segno di ringraziamento al santo perché molte delle battaglie pisane ricorrono proprio nel giorno del 6 agosto, allora dedicato al santo.
Fu consacrata nel 1133 ma era già utilizzata da tempo come sede dei più importanti atti notarili del Comune di Pisa. Nonostante alcune manomissioni e restauri avvenuti nel XV, XVII e XIX secolo, la chiesa ha mantenuto il suo aspetto medievale. Nel secondo decennio del XX secolo furono asportati le decorazioni e gli stucchi barocchi, contribuendo a ridonarle l'aspetto antico.

## Descrizione

### Esterno

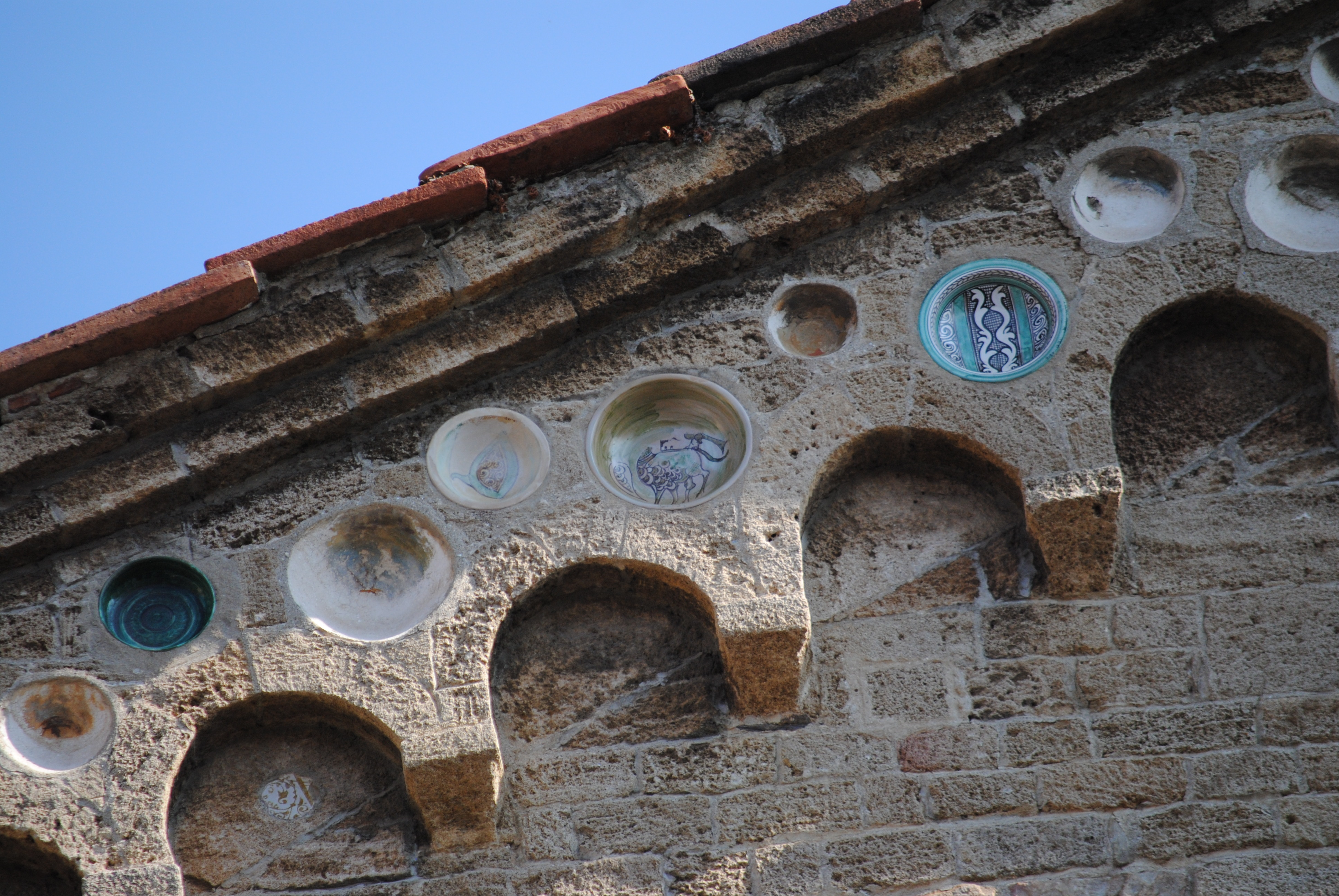
Dettaglio della facciata: archetti ciechi e bacini ceramici, della prima fase della costruzione

La facciata tripartita è a salienti, articolata da lesene, da una bifora e da archetti ciechi che corrono lungo il sottotetto, includendo la tipica decorazione a bacini ceramici islamici dell'XI-XII secolo (copie; gli originali sono nel Museo di San Matteo). La bifora è stata aggiunta in seguito alla costruzione del 1087-1133 e anche le zone dei portali sono interamente rifatte, come testimoniato dalla pietra più squadrata e levigata.
Sul fianco sinistro in pietra sbozzata corre ancora il motivo degli archetti ciechi e dei bacini ceramici e vi si aprono otto e quattro monofore in basso e in alto, rispettivamente.
Sono proprio queste zone del fianco e della facciata in pietra sbozzata a farci vedere lo stile del romanico pisano in un periodo in cui la cattedrale di Pisa di Buscheto, in fase di costruzione in quegli anni, non ne aveva ancora condizionato lo stile, al pari della chiesa di San Piero a Grado del X secolo e dei fianchi e retro della chiesa di Sant'Andrea Forisportam dell'XI secolo. 
Il campanile è in pietra in basso e in laterizi in alto ed ha anch'esso monofore ed archetti ciechi nel sottotetto.

### Interno

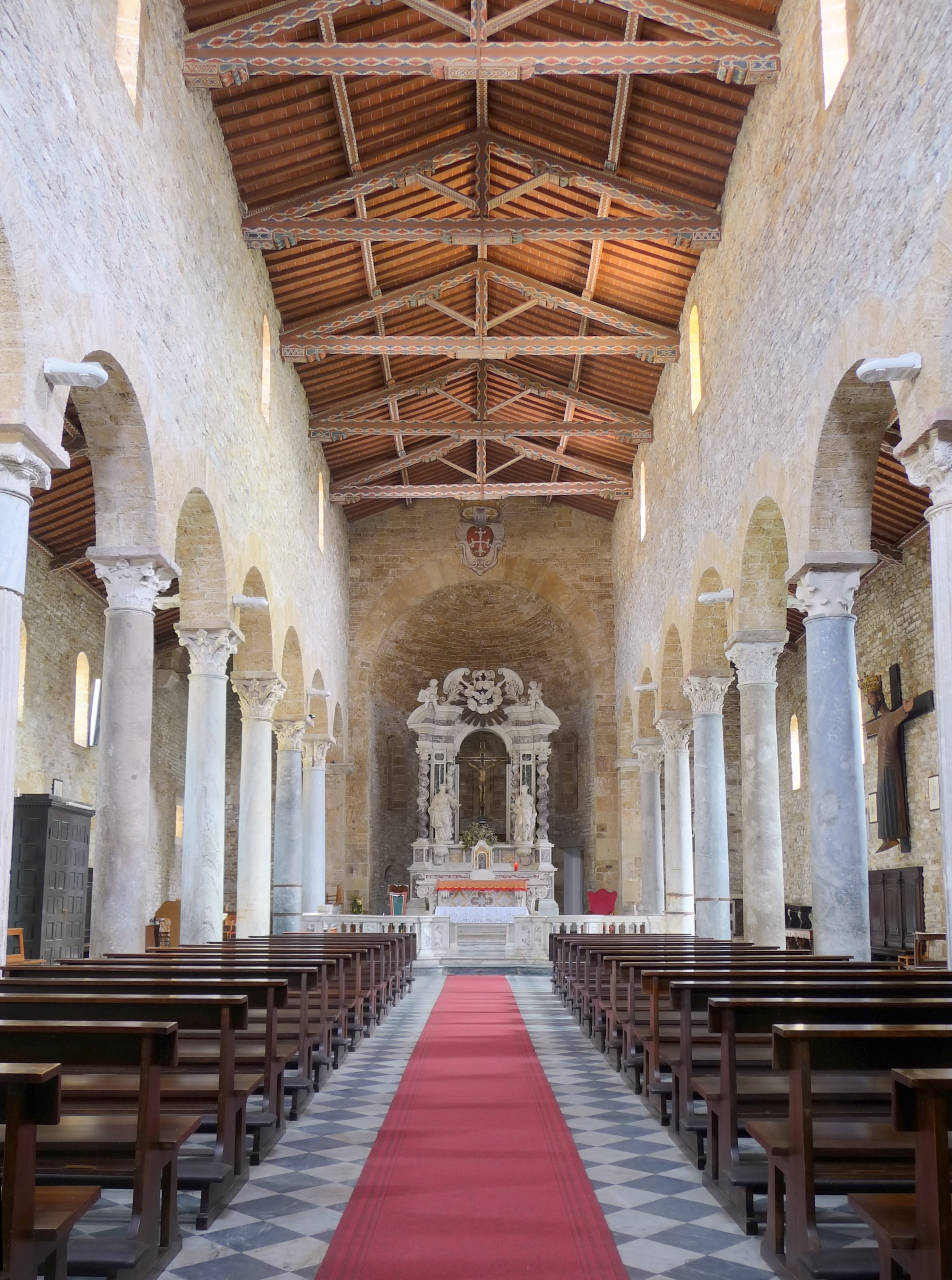
Interno

La chiesa è a tre navate, e nove campate, scandite da archi a tutto sesto e colonne con numerosi capitelli romani di reimpiego. La copertura è a capanna a doppio spiovente ed il soffitto è in legno (rifatto). La navata centrale termina con un'abside, mentre quelle laterali hanno terminazioni piatte.
In controfacciata si trova la lapide mortuaria dell'emiro Al Murtada portata a Pisa dopo la conquista delle Baleari nel 1115 e, agli angoli, il timone e l'albero di una nave da trasporto pisana del XIV secolo, a ricordare il ruolo avuto dalla chiesa in relazione alle vicende belliche della Repubblica di Pisa. La funzione civica della chiesa è invece testimoniata dalle bandiere dei quattro quartieri storici della Repubblica di Pisa e cioè Ponte, Mezzo, Foriporta e Kinzica, oltre a quelle dell'Aquila Pisana e della Croce Pisana, i due simboli principali della città alfea.
Tutti questi elementi sono stati collocati in seguito all'interessamento dell'Associazione degli Amici di Pisa, a partire dagli anni '70 del XX secolo.
L'altare maggiore, in marmo policromo, è stato realizzato da Giuseppe Vaccà nel 1730, e presenta cherubini ed allegorie di Fede e Carità. In chiesa è presente anche la celebrata Madonna della Purità di scuola pisana del 1290-1300 (in fondo alla navata destra) e un imponente crocifisso ligneo del 1370 che vuole emulare il celebre e celebrato Volto Santo di Lucca (parete della navata destra).
In chiesa sono anche due importanti tele, una Madonna col Bambino e Santi di Giovan Battista Paggi, ed una Predica del Battista attribuibile a Francesco Vanni.
Dal 1926 era presente nei pressi della chiesa una statua raffigurante Giovanni Pisano. La notte del 6 gennaio del 1945 il monumento venne fatto saltare con una carica di esplosivo da ignoti.

## La devozione a san Sisto
San Sisto era l'antico patrono di Pisa e veniva festeggiato il 6 agosto. Questo giorno era ritenuto propizio per la città in quanto anniversario di importanti vittorie riportate dalla Repubblica di Pisa. Il 6 agosto 1284 però, Pisa perse 12.000 uomini nella battaglia della Meloria: da allora San Sisto non fu più festeggiato.
Dal 1959 per volontà dell'Associazione degli Amici di Pisa il 6 agosto si è tornati a commemorare i defunti pisani di tutte le battaglie proprio nel giorno di San Sisto. In tale data ogni anno alle 18 si tiene una solenne cerimonia all'esterno della chiesa e viene posta una corona di alloro sulla lapide che ricorda i defunti, alla presenza delle autorità civili e militari. A seguire, all'interno del tempio, la relazione annuale del Presidente del sodalizio e l'orazione storica su un argomento di storia e cultura alfea, tenuta da un esperto in materia. Infine la Santa Messa, officiata dal parroco.

## Altre immagini

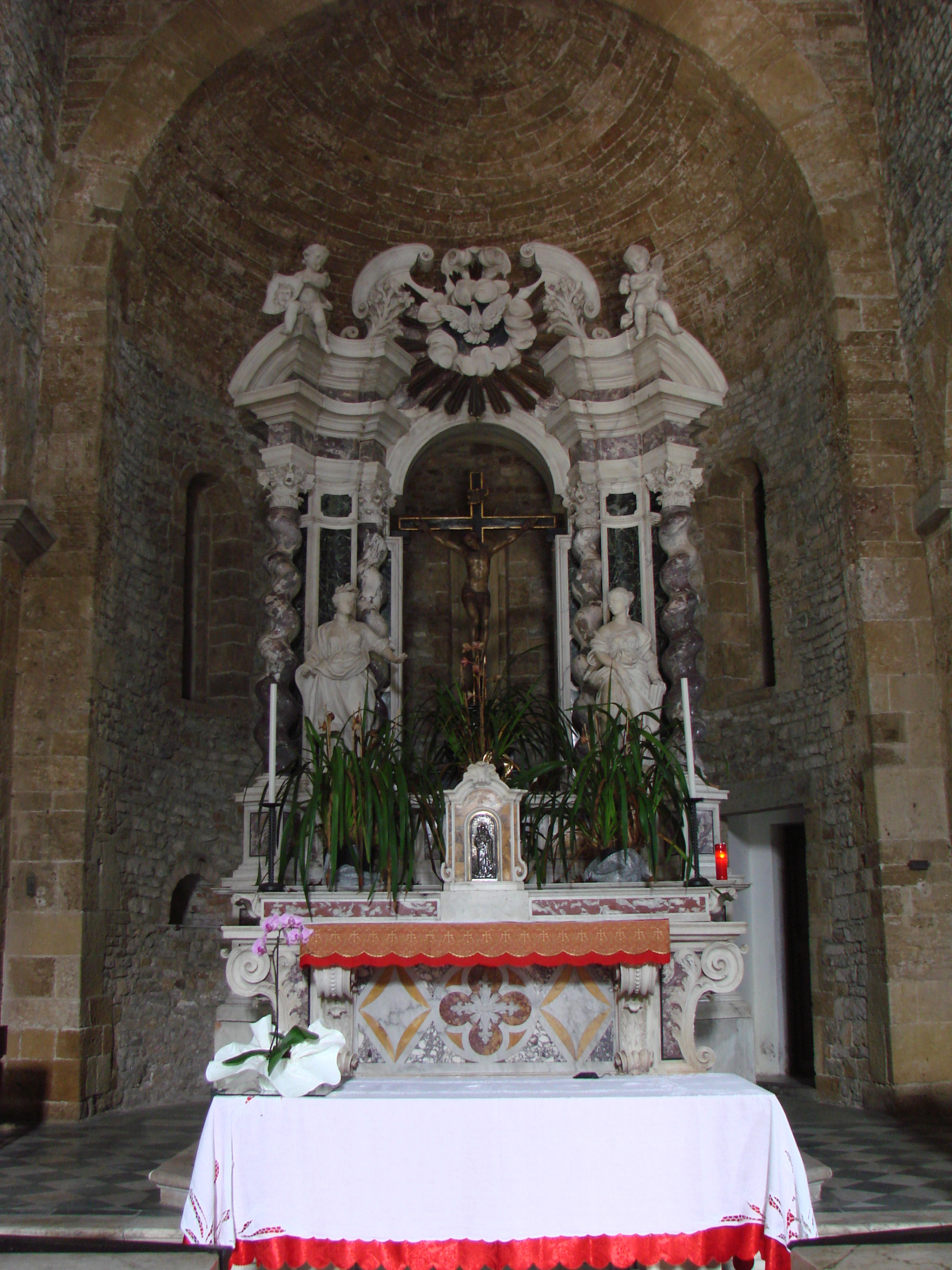
Altar maggiore
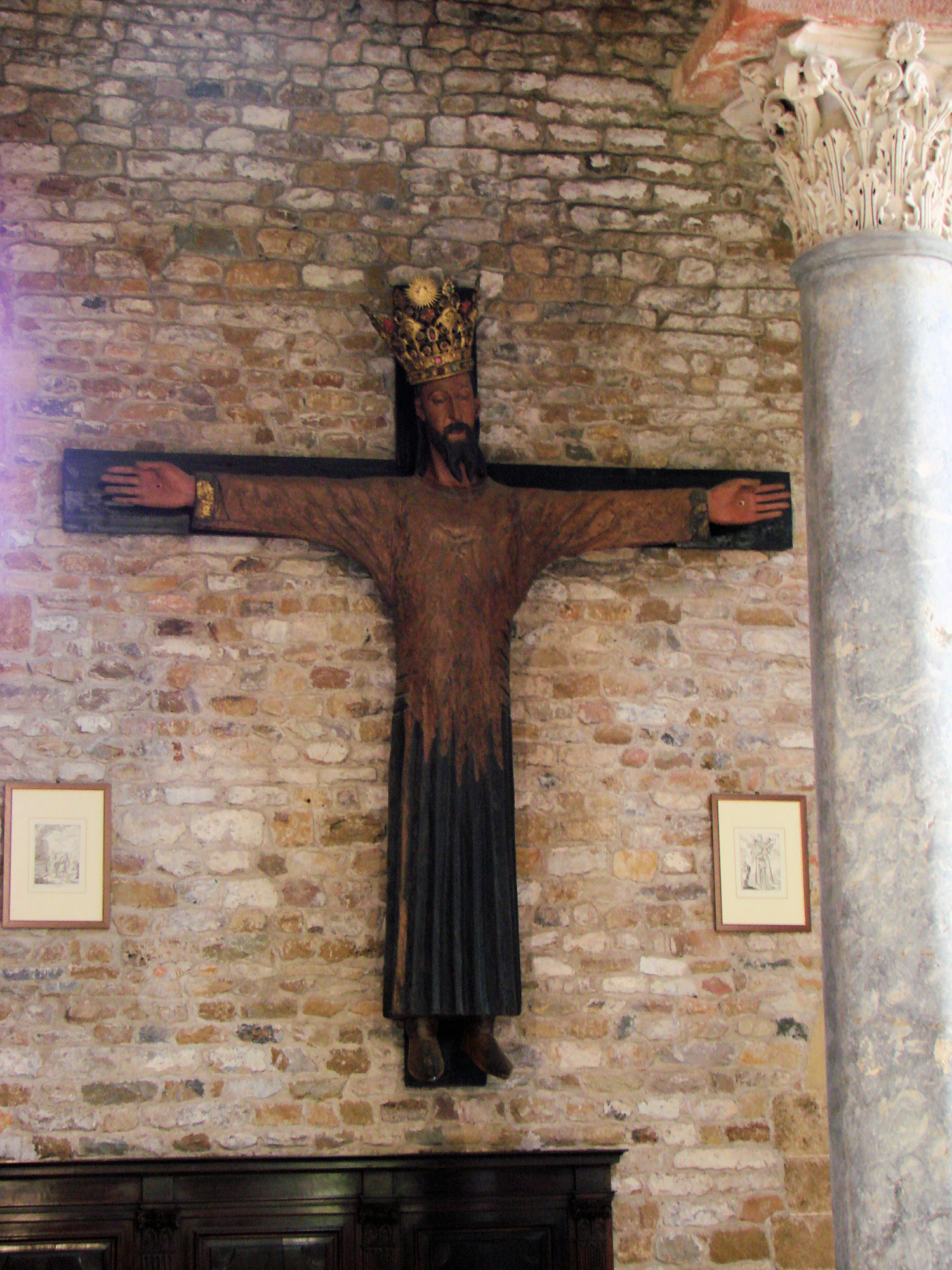
Crocifisso ligneo policromo del XIV secolo
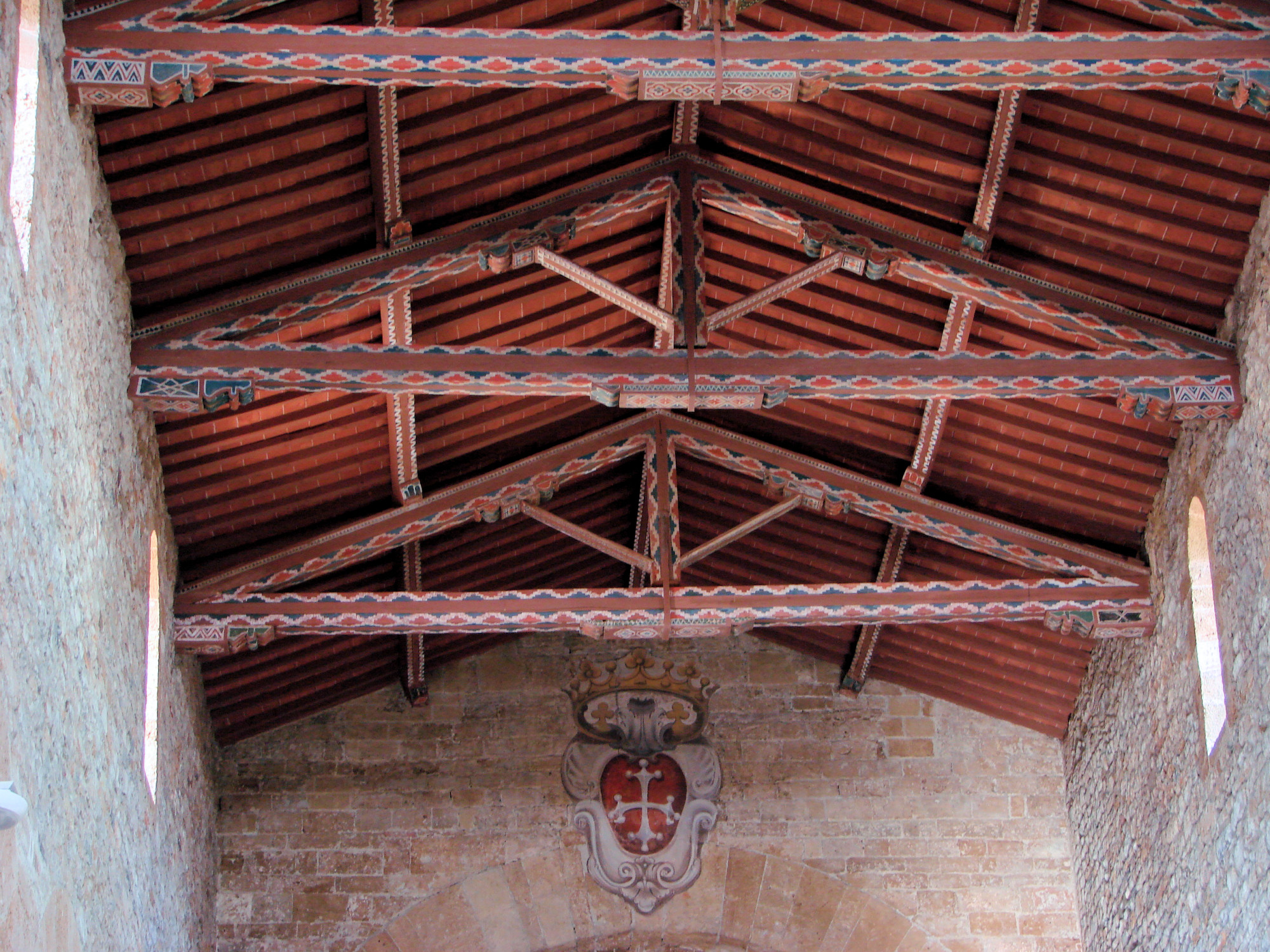
Particolare del soffitto
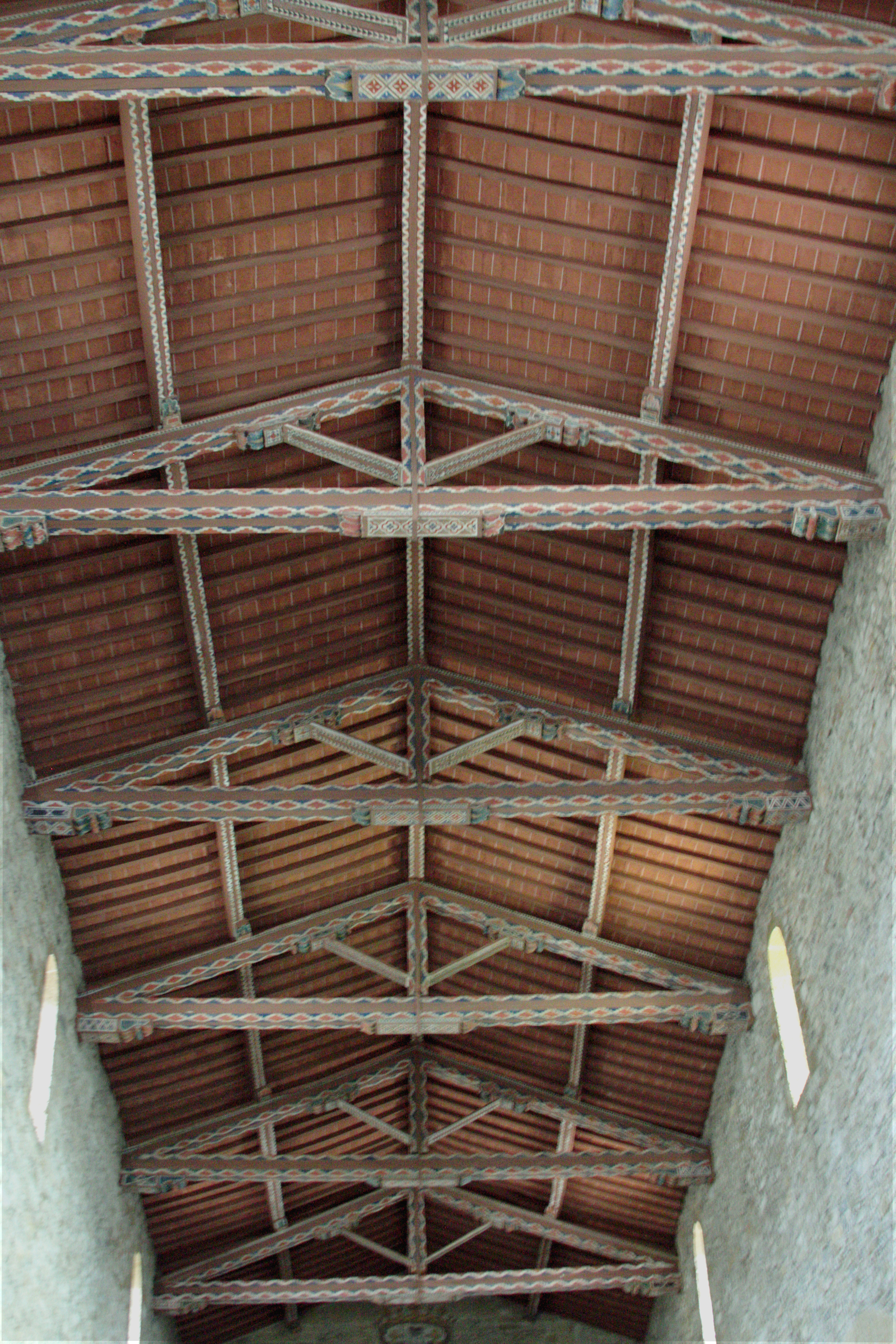
Soffitto